# Space Invaders
Space Invaders (jap. スペースインベーダー Supēsu Inbēdā) – gra na automatach zaprojektowana przez Tomohirę Nishikadę, wydana w 1978. Pierwotnie była wytwarzana i sprzedawana przez firmę Taito w Japonii, lecz później licencję na jej produkcję sprzedano studiu Midway Games, będącemu oddziałem przedsiębiorstwa Bally Technologies. Space Invaders jest jedną z najwcześniejszych gier typu shoot 'em up. Wykorzystuje ona grafikę dwuwymiarową. Gra polega na niszczeniu kolejnych fal kosmitów przy użyciu działka i na zbieraniu jak największej liczby punktów. Przy jej projektowaniu Nishikado inspirację czerpał z popularnych mediów: gry Breakout, powieści Wojna światów oraz filmu Gwiezdne wojny. Musiał również opracować odpowiedni sprzęt komputerowy oraz narzędzia deweloperskie.
Mimo że gra jak na dzisiejsze standardy jest prosta, była ona jednym z prekursorów współczesnych gier komputerowych i przyczyniła się do ich przemiany z ciekawostki w światowy przemysł. Space Invaders była bardzo popularna - do roku 2007 firma Taito zarobiła 500 mln dolarów. Księga Rekordów Guinnessa wymienia grę jako top arcade game („najważniejszą grę na automaty”).
Space Invaders stanowiła inspirację dla innych gier wideo, była wydawana na kolejne platformy oraz tworzono jej sequele. Wydana w 1980 wersja na Atari 2600 spowodowała czterokrotny wzrost sprzedaży tej platformy i została pierwszą tzw. killer application konsoli gier wideo. Gra była wspominana i parodiowana w wielu programach telewizyjnych oraz stanowiła część kilku wystaw kulturalnych oraz dotyczących gier wideo. Rozpikselowany wrogi kosmita został ikoną reprezentującą całość gier komputerowych.

## Rozgrywka
Space Invaders jest grą shoot 'em up typu fixed shooter, tj. cała plansza widoczna jest przez cały czas na ekranie. Gracz kontroluje działko, przemieszczając je na dole ekranu i strzelając do kosmitów. Celem jest zniszczenie pięciu rzędów kosmitów, po jedenaścioro przeciwników w każdym (w niektórych wersjach liczby te mogą się różnić), które poruszają się poziomo tam i z powrotem oraz opadają na dół ekranu. Gracz pokonuje kosmitę, zyskując przy tym pewną liczbę punktów, zestrzeliwując go z działka. Im więcej kosmitów gracz zniszczył, tym szybsze są ich ruchy oraz muzyka gry. Pokonanie jednej fali kosmitów powoduje nadejście kolejnej, trudniejszej – cykl ten może trwać w nieskończoność.
Kosmici starają się zniszczyć działko, strzelając w nie. Jednocześnie zbliżają się ku dołowi planszy. Gdy tam dotrą, inwazja się powiodła i gra się kończy. Specjalny „tajemniczy statek” czasami przemieszcza się u góry ekranu – za jego zniszczenie gracz otrzymuje dodatkowe punkty. Działko chronione jest przez kilka stacjonarnych stanowisk obronnych (ich liczba zależy od wersji gry), które są stopniowo niszczone przez wrogi ostrzał.

## Tworzenie
Space Invaders została stworzona przez Tomohiro Nishikado, któremu zaprojektowanie gry i odpowiedniego sprzętu zajęło rok. Inspirację czerpał z różnorodnych źródeł, m.in. z mechanicznej gry Space Monsters wydanej przez Taito w 1972 oraz ze swojego snu o japońskich dzieciach w wieku szkolnym czekających na świętego Mikołaja, które zostają zaatakowane przez kosmitów. Nishikado stwierdził również, że został również zainspirowany stworzonym przez firmę Atari automatem do gry Breakout i chciał stworzyć grę dającą takie samo uczucie satysfakcji z ukończenia poziomu, jednak z lepszą oprawą graficzną. Wczesne projekty przewidywały zawarcie w grze czołgów, myśliwców i okrętów wojennych. Jednak Nishikado nie był zadowolony z ruchów przeciwników – ograniczenia techniczne utrudniały symulację lotu. Ludzie byliby prostsi do odwzorowania, jednak Nishikado uznał, że strzelanie do nich byłoby niemoralne. O zastosowaniu motywów kosmicznych pomyślał po przeczytaniu w czasopiśmie artykułu o Gwiezdnych wojnach. Nishikado wzorował swoich obcych na Wojnie światów H.G. Wellsa i stworzył pierwsze bitmapy, opierając się na kosmitach przypominających ośmiornice. Pozostałe projekty bazowały na kałamarnicach i krabach. Gra była pierwotnie zatytułowana Space Monsters, wzorując się na popularnej wówczas w Japonii piosence pt. „Monster”, jednak została przemianowana na Space Invaders przez szefa Nishikado.

### Sprzęt

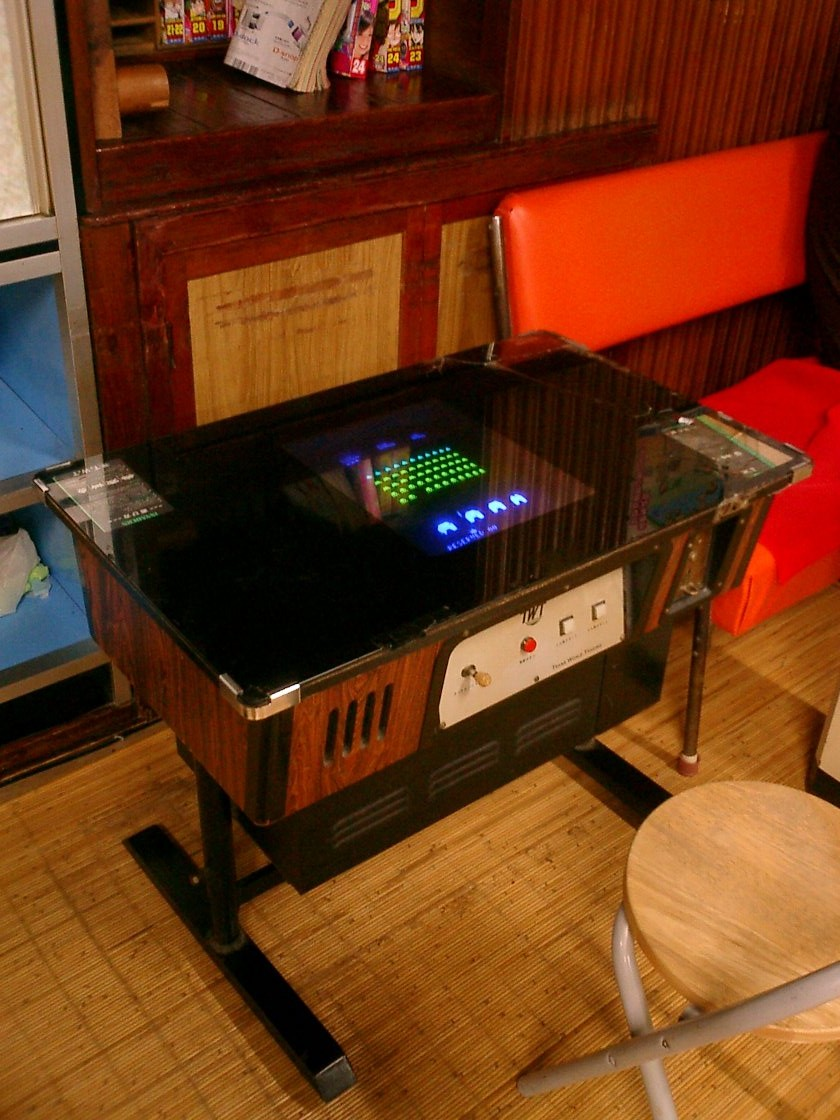
Wersja stołowa (koktajlowa)

Jako że mikroprocesory w Japonii nie były wówczas dość wydajne, aby wykonywać złożone zadania związane z projektowaniem i programowaniem Space Invaders, Nishikado musiał zaprojektować własne narzędzia deweloperskie. Gra wykorzystywała grafikę rastrową wyświetlaną na monitorze CRT, monofoniczny dźwięk generowany przez obwód analogowy oraz procesor Intel 8080. Jednak mimo tych zabiegów Nishikado nie był w stanie zaprogramować gry tak, jak zamierzał – system CP/M nie był w stanie wyświetlać grafiki w kolorze, czy też poruszać przeciwników szybciej. Z tego powodu Nishikado stwierdził, że opracowanie sprzętu było najtrudniejszą częścią całego procesu tworzenia gry. Space Invaders początkowo wykorzystywała grafikę monochromatyczną i została wydana w postaci tzw. „stołu koktajlowego” – stołu z monitorem wbudowanym pośrodku z ekranem skierowanym ku górze i kontrolerami na jednej z krawędzi. Wydanie zachodnie firmy Midway miało formę stojącego automatu do gry i wykorzystywało paski pomarańczowego i zielonego celofanu, aby imitować kolorową grafikę. Obraz był odbijany na tło z wymalowanym księżycem i gwiazdami. Później także japońska edycja wykorzystywała kolorowy celofan. Grafika na samym automacie zawierała duże humanoidalne potwory nie występujące w grze – Nishikado tłumaczył to faktem, iż grafik bazował na pierwotnym tytule Space Monsters, a nie odnosił się do grafiki samej gry.

## Odbiór gry
Space Invaders jest uważana za grę shoot 'em up na automat do gry, która osiągnęła największy sukces. W ciągu kilku miesięcy po wydaniu stała się bardzo popularna w Japonii. Taito wyprodukował 100 000 automatów na rynek japoński w ciągu kilku kolejnych lat, zakładano nawet salony gier nie zawierające żadnej innej gry niż Space Invaders. W Stanach Zjednoczonych sprzedano 60 000 automatów. Od tego czasu kolekcjonerzy poszukują maszyn z tą grą, w szczególności najrzadszych wersji koktajlowych (w postaci stołu) i kabaretowych (miniaturowych). Grze przypisuje się odpowiedzialność za niedobór 100-jenowych monet w Japonii, co doprowadziło do zwiększenia produkcji owego bilonu. Do roku 2007 gra wygenerowała dochód w wysokości 500 mln dolarów. Wersja z 1980 przeznaczona na Atari 2600 była pierwszym przypadkiem odsprzedania licencji gry na automat i została pierwszą „killer application” konsoli do gier, czterokrotnie zwiększając sprzedaż tej platformy.
Shigeru Miyamoto, projektant gier komputerowych takich jak Super Mario Bros. czy The Legend of Zelda, uważa, że Space Invaders była grą, która zrewolucjonizowała przemysł gier komputerowych, a on sam nie interesował się grami wideo, zanim nie zagrał w tę konkretną produkcję. Kilka publikacji przypisuje właśnie sukcesowi tej gry uczynienie ciekawostki, jaką były gry wideo, światowym przemysłem. Czasopismo „Edge” uważa, że dzięki Space Invaders gry zawędrowały z barów i salonów gier do bardziej uczęszczanych miejsc, takich jak restauracje i domy towarowe. Według gazety „The Observer” wersja na domowe konsole była popularna i zachęcała użytkowników do nauki programowania, z których wielu zostało później ważnymi osobistościami w branży gier. Według portalu 1UP.com Space Invaders udowodniła, iż gry wideo mogą konkurować z innymi mediami – kinem, muzyką i telewizją. IGN częściowo przypisuje jej początek fenomenu automatów do gier w Ameryce Północnej. Game Informer uważa tę grę, na równi z Pac-Manem, za jedną z najpopularniejszych gier na konsole, która dostała się do kultury masowej i budziła emocje podczas złotej ery gier arcade. W 2007 Księga Rekordów Guinnessa wymieniła ją jako najlepiej ocenianą grę na automat, a IGN umieścił Space Invaders na liście 10 najbardziej wpływowych gier i nagrodził ją na 8. miejscem na liście klasycznych gier shoot 'em up.
Będąc jedną z pierwszych strzelanek, Space Invaders utorowała drogę przyszłym tytułom i temu gatunkowi gier. Była pierwszą grą, która starała się skłonić gracza do osiągania możliwie dużej liczby punktów. Space Invaders zainspirowała powstanie kilku gier i doczekała się wielu sequeli oraz reedycji. Automaty do gier takie jak Galaxian czy Galaga firmy Namco były wzorowane na projekcie i rozgrywce Space Invaders. W 2002 Taito wydał Space Raiders, strzelankę trzecioosobową przypominającą o Space Invaders.

### Reedycje i sequele
Stworzono wiele reedycji tej gry na różne platformy, a także wiele jej sequeli. Wśród reedycji są porty oraz ulepszone wersje oryginału. Gry te zawierają najczęściej ulepszoną grafikę i dodatkowe opcje rozgrywki – np. możliwość poruszania bunkrów, pociski lecące zygzakiem, niewidzialni kosmici czy możliwość gry przez dwie osoby w trybie kooperacji. Porty na wcześniejsze platformy, takie jak konsole Atari, zawierały prostą grafikę, podczas gdy oprawa edycji na późniejsze platformy, takie jak Super Nintendo Entertainment System czy PlayStation, została ulepszona. Późniejsze tytuły dodają kilka trybów rozgrywki i inne nowe elementy do oryginalnego projektu. Na przykład wydana na Nintendo DS i PlayStation Portable Space Invaders Extreme dodaje elementy muzyczne. Edycja na WiiWare, Space Invaders Get Even, pozwala graczowi na kontrolowanie kosmitów zamiast działka. Różne porty spotkały się z różną reakcją; wersja na Atari 2600 była bardzo popularna, podczas gdy edycja na Nintendo Entertainment System nie została właściwie zauważona.
Taito wydał kilka sequeli w postaci automatów do gier. Pierwszym z nich była Space Invaders Part II z 1980; zawierała ona kolorową grafikę i nowe elementy rozgrywki. Wersja ta wydana została w USA jako Deluxe Space Invaders (znane także jako Space Invaders Deluxe), jednak zawierała inny motyw graficzny, a w tle widoczne było księżycowe miasto. Kolejny sequel, zatytułowany Space Invaders II, został wydany wyłącznie w Stanach Zjednoczonych. Miał on formę stołu koktajlowego i pozwalał na rywalizację dwóm graczom. Latem 1985 wydano Return of the Invaders z ulepszoną grafiką i bardziej złożonymi schematami ruchów i ataków obcych. Wśród kolejnych sequeli na automatach znajdowały się: Super Space Invaders '91, Space Invaders DX oraz Space Invaders '95. Każda gra wprowadzała niewielkie ulepszenia do oryginalnego projektu. Podobnie jak oryginalna gra, tytuły te są poszukiwane przez kolekcjonerów.
Space Invaders wraz ze związanymi z nim grami było częścią wielu kompilacji. Space Invaders Anniversary, wydana w 2003 na PlayStation 2, zawierała dziewięć wariacji Space Invaders. Podobne wydanie na PlayStation Portable, Space Invaders Pocket, miało swoją premierę w 2005. Space Invaders, Space Invaders Part II oraz Return of the Invaders zostały dołączone do Taito Legends, kompilacji klasycznych gier na automaty Taito wydanej w 2005 na PlayStation 2, Xbox oraz PC. Space Invaders DX i Space Invaders '95 zostały dołączone do Taito Legends 2, wydanej w 2006 drugiej części wymienionego wyżej wydania.

### W kulturze masowej

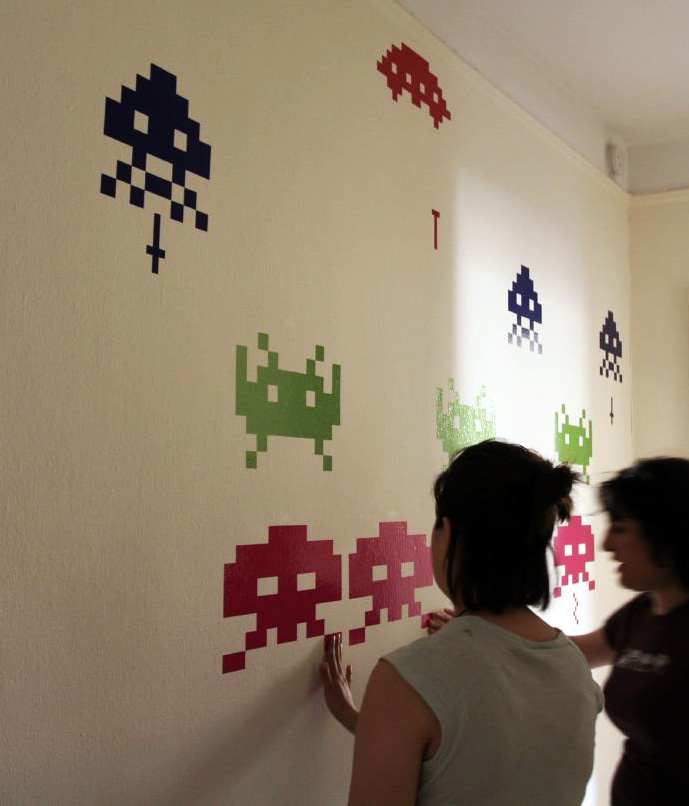
Gra stała się również inspiracją dla artystów

Gra pojawiła się w kulturze masowej pod wieloma postaciami. Wiele seriali telewizyjnych zawierało odcinki, które odnosiły się do gry lub parodiowały ją i jej elementy; np. Dzielna Mysz, Różowe lata siedemdziesiąte, Hoży doktorzy, Robot Chicken. Elementy tej gry można zobaczyć w „Raiders of the Lost Arcade”, fragmencie odcinka „Anthology of Interest II” programu Futurama. Wiele publikacji oraz stron internetowych używa rozpikselowanych grafik obcych jako symbolu gier komputerowych jako całości; wśród nich znajdują się czasopismo Electronic Gaming Monthly, strona internetowa Ars Technica oraz koncert Video Games Live. Video Games Live grał także dźwięki ze Space Invaders jako część retrospektywnej składanki „Classic Arcade Medley”. Francuski artysta uliczny Invader zasłużył sobie na swój pseudonim, tworząc mozaikę przedstawiającą obcych ze Space Invaders dookoła świata.
W 2006 Space Invaders była jednym z kilku mediów związanych z grami wideo wybranych, aby reprezentować Japonię w ramach projektu prowadzonego przez japońską Agencję Spraw Kulturalnych. Tego samego roku gra stała się częścią wystawy Game On londyńskiego Science Museum, która ma pokazywać różne aspekty historii gier wideo, ich rozwoju i kultury. Na festiwalu Belluard Bollwerk International 2006 we Fribourgu w Szwajcarii, Guillaume Reymond stworzył w ramach projektu „Gameover” trzyminutowy filmik odtwarzający grę Space Invaders, używając ludzi jako pikseli. Wystawa GH ART na Games Convention w Lipsku w Niemczech zawierała w 2008 artystyczną grę Invaders! opartą na rozgrywce ze Space Invaders. Jej autor poprosił później o zdjęcie gry z wystawy w związku z krytyką elementów odnoszących się do wydarzeń 11 września.